# Kuttikkattoor
Kuttikkattoor es una ciudad censal situada en el distrito de Kozhikode en el estado de Kerala (India). Su población es de 25929 habitantes (2011). Se encuentra a 9 km de Kozhikode.

## Demografía
Según el censo de 2011 la población de Kuttikkattoor era de 25929 habitantes, de los cuales 12724 eran hombres y 13205 eran mujeres. Kuttikkattoor tiene una tasa media de alfabetización del 96,15%, superior a la media estatal del 94%: la alfabetización masculina es del 97,89%, y la alfabetización femenina del 94,48%.